# 小海村 (長野県)
小海村（こうみむら）は長野県南佐久郡にあった村。
現在の小海町の千曲川以東、大字小海にあたる。現在の小海町とは別の自治体である。

## 地理
- 山：阿登久良山、茂来山
- 河川 ：千曲川

## 歴史
- 1889年（明治22年）4月1日 - 町村制の施行により、近世以来の小海村が単独で自治体を形成。
- 1956年（昭和31年）9月30日 - 北牧村と合併して小海町が発足。同日小海村廃止。

## 交通

### 鉄道路線
- 日本国有鉄道
  - 小海線
    - 小海駅